# Сергеев, Владимир Иванович
Владимир Иванович Сергеев (род. 27 июля 1926) — передовик советской химической промышленности, старший аппаратчик химического комбината «Капролактам» Министерства химической промышленности СССР, Горьковская область, Герой Социалистического Труда (1966).

## Биография
Родился 27 июля 1926 году в деревне Пожарки Сергачского уезда Нижегородской губернии в многодетной крестьянской русской семье. Окончил восемь классов школы. С начала Великой Отечественной войны и до 1943 года работал в местном колхозе. 
В 1943 году призван в ряды Красной Армии. Служил в войсках механизированной пехоты на Дальнем Востоке. Принимал участие в войне с Японией. После войны проходил службу в Корее. Демобилизовался в 1950 году.
Возвратившись со службы стал работать шофёром. В 1951 году устроился на завод "Капролактам" в городе Дзержинске, работал аппаратчиком в цехе №31. Занимался производством вредоносного дихлорэтана. В дальнейшем стал трудиться старшим аппаратчиком, а затем и мастером. В 1955 году завершил обучение в Дзержинском химическом техникуме. Всегда был на хорошем счету, отличный наставник для молодёжи.  
Указом Президиума Верховного Совета СССР от 28 мая 1966 года за выдающиеся заслуги в выполнении заданий семилетнего плана по увеличению выпуска химической продукции и достижение высоких показателей в работе Владимиру Ивановичу Сергееву присвоено звание Героя Социалистического Труда с вручением ордена Ленина и золотой медали «Серп и Молот».
С 1967 по 2003 годы работал мастером цеха №8. В 2003 году вышел на заслуженный отдых.
Активно занимался общественной деятельностью по линии профсоюзов. Был членом парткома завода, членом горкома КПСС. Посещал ряд дружественных стран по обмену опытом. 
Проживает в городе Дзержинске Нижегородской области.

## Награды
За трудовые успехи удостоен:
- золотая звезда «Серп и Молот» (28.05.1966)
- орден Ленина (28.05.1966)
- Орден Отечественной войны II степени (11.03.1985)
- Медаль «За победу над Японией»
- Медаль «За освобождение Кореи»
- другие медали.